# Yasuo
Yasuo (やすお, ヤスオ) là một tên nam giới phổ biến tại Nhật Bản.

## Cách viết có thể
Yasuo có thể được viết bằng các ký tự kanji khác nhau và có nghĩa là:
- 保夫, "bảo vệ, giữ gìn, chồng"
- 安生, "yên tĩnh; thỏa mãn, cuộc sống, sinh thành"
- 康郎, "hạnh phúc, khỏe mạnh, con trai; chàng trai trẻ"
- 靖男, "bình tĩnh; hòa bình, con trai; nam, nam tước"
- 泰雄, "tuyệt vời, xuất chúng, vượt trội, nam"
- 八 洲夫, "tám; nhiều, lục địa; đảo, chồng."
- 安子, "yên tĩnh; thỏa mãn, con trai, đứa trẻ"

## Người có tên Yasuo
- Yasuo Aiuchi (sinh năm 1971), người trượt tuyết Nhật Bản
- Yasuo Fukuda (sinh năm 1936), Thủ tướng thứ 58 của Nhật Bản, phục vụ từ năm 2007 đến 2008
- Yasuo Furuhata (sinh năm 1934), đạo diễn phim Nhật Bản
- Yasuo Hamanaka, trước đây là nhà giao dịch đồng trưởng tại Sumitomo Corporation
- Yasuo Ichikawa (sinh năm 1942), chính trị gia Nhật Bản của Đảng Dân chủ Nhật Bản
- Yasuo Iwata (1942-2009), diễn viên lồng tiếng Nhật
- Yasuo Kawamura (sinh năm 1908), vận động viên trượt băng tốc độ Nhật Bản
- Yasuo Kobayashi (sinh năm 1936), giáo viên aikido Nhật Bản giữ thứ hạng 8 dan Aikikai
- Yasuo Koyama (1937-2000), người chơi cờ vây chuyên nghiệp
- Yasuo Kuniyoshi (1893-1953), họa sĩ, nhiếp ảnh gia và thợ in người Mỹ sinh ra ở Okayama, Nhật Bản
- Yasuo Maekawa (1921-2003), tác giả sách thiếu nhi Nhật Bản
- Yasuo Matsui (1877-1962), kiến trúc sư người Mỹ gốc Nhật
- Yasuo Nagatomo (長友 寧雄? born 1951), đô vật thể thao Nhật Bản
- Yasuo Naito (内藤 靖雄? born 1942), tay đua người Nhật
- Yasuo Nakamura (中村 康夫? born 1971), bobsledder Nhật Bản
- Yasuo Ōtsuka (sinh năm 1931), nhà làm phim hoạt hình Nhật Bản
- Yasuo Saitou (nhà ngoại giao) (sinh năm 1948), Đại sứ Nhật Bản tại Liên bang Nga
- Yasuo Suzuki, cầu thủ bóng đá Nhật Bản
- Yasuo Takada (高田 康雄? born 1950), vận động viên bơi lội người Nhật
- Yasuo Takamori, cựu cầu thủ và quản lý bóng đá Nhật Bản
- Yasuo Takei (1930-2006), người sáng lập và cựu chủ tịch của tập đoàn tài chính tiêu dùng Takefuji
- Yasuo Tanaka (sinh năm 1956), tiểu thuyết gia và chính trị gia Nhật Bản
- Yasuo Tanaka (nhà thiên văn học), nhà vật lý thiên văn Nhật Bản
- Yasuo Tanaka (diễn viên lồng tiếng), diễn viên lồng tiếng sinh ra ở Tokyo, Nhật Bản
- Yasuo Watanabe (渡辺 保夫? born 1944), đô vật thể thao Nhật Bản
- Yasuo Yamada (1932-1995), diễn viên lồng tiếng Nhật
- Yasuo Yamashita (sinh năm 1942), chính trị gia Nhật Bản của Đảng Dân chủ Nhật Bản

## Nhân vật hư cấu
- Yasuo, một nhân vật trong Liên minh huyền thoại